# 瓦列里·索洛丘克
瓦列里·尼古拉耶維奇·索洛丘克（羅馬化：Valery Nikolayevich Solodchuk；1971年3月24日—），俄罗斯陆军中将，俄罗斯陆军第36合成集团军司令。2024年11月20日，乌克兰聲稱索洛丘克在导弹襲擊中陣亡。
2025年5月16日，第36集團軍司令、庫爾斯克集群司令瓦列里·索洛丘克上將接任中部軍區司令，接替升任陸軍總司令的莫爾德維切夫上將，證明陣亡謠言為誤。另外，烏克蘭情報部門也曾在2025年1月，再次發布過他主導襲擊哈爾科夫的指揮行動。